# Жозеф Бертран
Жозеф Луї Франсуа Бертран (фр. Joseph Louis François Bertrand; 11 березня 1822, Париж — 5 квітня 1900, Париж) — французький математик, який працював в галузі теорії чисел, диференціальної геометрії, теорії ймовірності та термодинаміки.

## Біографія
Син фізика Олександра Жака Франсуа Бертрана і брат археолога Олександра Бертрана.
Був професором Політехнічної школи і Коледжу Франції. Був членом Паризької академії наук і її беззмінним секретарем протягом 26 років.
В 1845 році висунув гіпотезу про існування принаймні одного простого числа між числами {\displaystyle n} і {\displaystyle 2n-2} для будь-якого {\displaystyle n>3}. Це твердження, яке називається постулатом Бертрана, було доведено П. Л. Чебишовим в 1850 році.
Бертран також відомий формулюванням парадоксів теорії ймовірності, які стимулювали плідну дискусію з обґрунтування цієї науки. Парадокса Бертрана має велике значення в економіці.
В економіці ним була переглянута теорія олігополії, зокрема, модель конкуренції по Курно. Сформульована ним модель конкуренції показує, що в умовах цінової конкуренції висновки Курно не виконуються. Рівновага в даній моделі досягається на рівні ціни досконалої конкуренції.
Його книга Термодинаміка у розділі XII вказує, що термодинамічна ентропія і температура визначаються тільки для оборотних процесів. Він був одним з перших, хто вказав на це.
У 1858 році він був обраний іноземним членом Королівської Шведської академії наук.

## Роботи
- Traité de calcul différentiel et de calcul intégral (Paris: Gauthier-Villars, 1864—1870)
- Rapport sur les progrès les plus récents de l'analyse mathématique (Paris: Imprimerie Impériale, 1867) (звіт про останні досягнення математичного аналізу)
- Traité d'arithmétique (L. Hachette, 1849) (арифметика)
- Thermodynamique (Paris: Gauthier-Villars, 1887)
- Méthode des moindres carrés (Mallet-Bachelier, 1855) (переклад роботи Гаусса по найменшим квадратах)
- Leçons sur la théorie mathématique de l'électricité / professées au Collège de France (Paris: Gauthier-Villars et fils, 1890)
- Calcul des probabilités  (Paris: Gauthier-Villars et fils, 1889)
- Arago et sa vie scientique (Paris: J. Hetzel, 1865) (біографія Араго)
- Blaise Pascal (Paris: C. Lévy, 1891) (біографія Б.Паскаля)
- Les fondateurs de l'astronomie moderne: Copernic, Tycho Brahé, Képler, Galilée, Newton (Paris: J. Hetzel, 1865) (біографії)